# Lactarius sepiaceus
Lactarius sepiaceus är en svampart som beskrevs av McNabb 1971. Lactarius sepiaceus ingår i släktet riskor och familjen kremlor och riskor.   Inga underarter finns listade i Catalogue of Life.